# چه دنیای شگفتی
چه دنیای شگفتی (به انگلیسی: What a Wonderful World) نام ترانه‌ای ست که باب تیه‌له و جورج دیوید ویس آن را نوشتند و لوییس آرمسترانگ آن را برای اولین بار ضبط و در سال ۱۹۶۷ انتشار داد. نسخه آرمسترانگ در سال ۱۹۹۹ در تالار مشاهیر گرمی جای گرفت.

## زمینه
چه دنیای شگفتی در آغاز باهدف نوعی پادزهر دربرابر فضای به شدت نژادپرستانه زندگی روزمره در ایالات متحده نوشته شد و دارای لحنی امیدوار و خوشبینانه نسبت به آینده‌است که در بخشی که اشاره به تولد نوزادان دارد بیشتر به چشم می‌خورد. این ترانه در ابتدا به تونی بنت پیشنهاد داده شد اما با رد کردن آن از سوی او، پیشنهاد آن به لوییس آرمسترانگ داده شد. چه دنیای شگفتی در آمریکا با استقبال روبرو نشد و در ابتدا تنها ۱۰۰۰ نسخه از آن به فروش رسید چراکه رئیس ای بی سی ریکوردز از آن خوشش نیامد و آن را تبلیغ نکرد اما در بریتانیا یک موفقیت بزرگ بود و به رتبه نخست چارت تک ترانه‌های بریتانیا رسید و پرفروش‌ترین تک ترانه سال ۱۹۶۸ در بریتانیا شد. چه دنیای شگفتی باعث شد تا لوییس آرمسترانگ با ۶۶ سال و ۱۰ ماه سن، مسن‌ترین فردی با شد که به صدر این فهرست می‌رسد. رکوردی که در سال ۲۰۰۹ و توسط تام جونز ۶۸ ساله شکسته شد.

## در فرهنگ عامه
استفاده از این ترانه در بسیاری از فیلمها، برنامه‌های رادیویی و تلویزیونی تبدیل به نوعی کلیشه شده‌است. فیلم ایرانی دونده اولین فیلم گزارش شده‌ای ست که از چه دنیای شگفتی استفاده کرده‌است. این ترانه در فیلم‌های دیگری همچون صبح بخیر، ویتنام، بولینگ برای کلمباین، یافتن فارستر، ماداگاسکار و با جو بلک آشنا شوید نیز شنیده می‌شود.

## برخی از اجراها
- ۱۹۶۸ لوییس آرمسترانگ: نسخه اصلی که میلیون‌ها دلار فروش کرد.
- ۱۹۵۸ ادی آرنولد: این نسخه در فیلم دبلیو الیور استون نیز استفاده شد.
- ۱۹۶۸ اینگلبرت هامپردینک
- ۱۹۷۰ لوییس آرمسترانگ به همراه ارکستر اولیور نیلسون.
- ۱۹۷۰ و ۲۰۰۲ تونی بنت
- ۱۹۸۸ ویلی نلسون
- ۱۹۸۹ دایانا راس
- ۱۹۹۶ اوا کسیدی
- ۱۹۹۸ جو پشی
- ۱۹۹۹ و ۲۰۰۴ کنی جی
- ۲۰۰۱ کلیف ریچارد
- ۲۰۰۳ بی.بی. کینگ
- ۲۰۰۳ و ۲۰۱۱ کلدپلی: به ترتیب در تور هجوم خون به مغز و گلاستونبری
- ۲۰۰۳ سارا برایتمن
- ۲۰۰۴ راد استیوارت و استیوی واندر
- ۲۰۰۴ مایکل بوبله
- ۲۰۰۴ سلین دیون
- ۲۰۰۴ لیان رایمز
- ۲۰۰۵ کین
- ۲۰۰۶ جان لجند
- ۲۰۰۷ کتی ملوآ: به همراه اوا کسیدی برای جمع‌آوری پول برای صلیب سرخ. این اجرا در آن سال به صدر «چارت‌های بریتانیا» رسید.